# Alexander Callens
Alexander Martín Marquinho Callens Asín (Callao, 4 maggio 1992) è un calciatore peruviano, difensore dell'AEK Atene.

## Carriera

### Club
Ha iniziato la sua carriera in patria con lo Sport Boys. Ha esordito in Primera Division il 18 aprile 2010 nella partita che la sua squadra ha giocato contro il León de Huánuco.
Nel mese di agosto 2011 si trasferisce alla Real Sociedad, in Spagna, dove resta per quattro stagioni giocando quasi soltanto con la squadra riserve ad eccezione di un match di Copa del Rey contro il Real Oviedo, in cui trova l'unica presenza in prima squadra.
Dopo l’esperienza negli Stati Uniti con il New York City, con cui gioca 198 partite e realizza 15 reti in cinque anni (2017-2022), rimane svincolato e il 23 gennaio 2023 viene ingaggiato dal club spagnolo Girona.

### Nazionale
È stato convocato per il Campionato sudamericano di calcio Under-20 2011 dove ha segnato un gol contro l'Argentina, partita finita 2-1. Ha esordito con la Nazionale maggiore peruviana in una partita amichevole contro il Messico il 17 aprile 2013, conclusasi con uno 0-0 a San Francisco.

## Palmarès

### Competizioni nazionali
- Campionato MLS: 1

New York City: 2021

### Competizioni internazionali
- Campeones Cup: 1

New York City: 2022